# Пандемија ковида 19 у Северозападним територијама
Пандемија ковида 19 у Северозападним територијама је вирусна пандемија болести корона вируса 2019 (ковид 19), нове заразне болести узроковане тешким акутним респираторним синдромом коронавирус 2 (САРС-КоВ-2). Од 1. фебруара 2022. било је 5.865 потврђених случајева на северозападним територијама са 4.948 опорављених и 15 смртних случајева.
Северозападне територије су 21. марта 2020. пријавиле свој први случај ковида 19, појединац је путовао у Британску Колумбију и Алберту пре него што се вратио кући у Јелоунајф.

## Временска линија

### 2020
Северозападне територије су 18. марта прогласиле ванредно стање. Дана 21. марта, територија је пријавила свој први случај ковида 19. Оболели је путовао у Британску Колумбију и Алберту пре него што се вратио кући у Јелоунајф.
До 8. маја, северозападне територије су забраниле свим путницима који не станују на територији Северозападних територија. Сви становници који путују у Северозападне територије морају да се самоизолују у Јелоунајфу, Инувику, Хаи Риверу или Форт Смиту најмање 14 дана.
Дана 20. октобра, један становник Инувика је био позитиван а следећег дана, два становника Јелоунајфа су пријављена да су била позитивна на вирус. Са овиме укупан број потврђених случајева на територији порастао је на осам.
24. октобра је објављено да је становник Јелоунајфа који ради у руднику дијаманата Гако Ку био позитиван на ковид 19. Укупан број потврђених случајева на територији порастао је на девет.
Прва вакцина, типа Модерна, је дата у Јелоунајфу 31. децембра 2020. године.

### 2021
Почевши од 4. маја 2021. године, Северозападне територије су прошириле правила за вакцинацију и додата је популација од 12 година и више.
Влада је 9. јуна 2021. најавила поновно отварање територије у зависности од стопе вакцинације, а ограничења су уклоњена на јесен. Захтеви за ношење маски су укинути 28. јуна 2021. за више градова на територији.
Главни судија Луиз Шарбоно је рекла да би правосуђе могло да размотри одбацивање неких оптужби (а и прекид суђења) на 66 случајева у „масовном“ заостатку суђења са поротом.
Већи број случајева заразе, од преко 200 заражених, се појавио средином и крајем августа у региону Сахту након одржаног турнира у Форт Гуд Хопу. Канадски Црвени крст и канадски ренџери су послати да помогну овим заједницама. Северозападна територија је забележила први смртни случај од ковида у августу 2021. године.
Територија се суочава са порастом броја случајева који је покренуо Омикрон од краја децембра 2021. Рекордно велики број активних случајева, од 527, пријављен је 6. јануара 2022.